# FOSCHIA JAPAN
FOSCHIA JAPAN（フォスキア ジャパン） 株式会社（英文社名:FOSCHIA JAPAN, Inc.）は、埼玉県熊谷市にある地方創生や社会貢献を主たる目的とした IT 総合商社である。

## 概要
長谷川幸世と萩原真太郎が、熊谷市立富士見中学校の同級生ということもあり、二人で社会起業家を目指し、2016年2月29日に会社の設立をした。長谷川幸世が、高校時代にオーストラリアの高校へ転校するまでは、二人とも同じ埼玉栄高等学校に通う同級生だった。2015年に中学校の同窓会を契機に再開し、意気投合した結果、会社設立へと動いた。
当初は、Google ストリートビュー（店内版）の認定代理店として事業を開始し、Google のブランド統一化の方針のもと、現在は、Google ストリートビュー認定フォトグラファーという位置付けである。
事業を拡大していくにあたり、地方の Google ストリートビューの撮影を積極的に行い、地方とのふれあいの中から、徐々に、地方創生を含む社会貢献を基軸としたサービス展開を始める。
ハーバード・ビジネス・スクールのマイケル・ポーターの提唱した CSV （Creating Shared Value = 共有価値の創出）による事業設計が行われている。

## 沿革
- 2016年2月：FOSCHIA JAPAN 株式会社を設立
- 2017年2月：FREE UNIVERSITY 株式会社、GB コミュニケーションズ 株式会社、Zquen 株式会社を設立
- 2017年10月：株式会社光通信の子会社である株式会社ハルエネと共同出資し、合弁会社である FJ Solare 株式会社を設立
- 2018年1月：株式会社ハルエネとの合弁契約を解消し、FJ Solare 株式会社を完全子会社化

## 事業
- Google ストリートビュー（店内版）
- 街ジャック
- VR 関連事業
- インバウンド対策関連サービス
- 各種コンサルティング サービス
- メディア コンテンツ サービス
- 通販関連サービス

## 子会社（いずれも完全子会社）
- FJ Solare 株式会社
- FREE UNIVERSITY 株式会社
- GB コミュニケーションズ 株式会社
- Zquen 株式会社